# Kroll
Kroll (Kroll Associates, Kroll Security Group, Kroll Inc.) — международная компания, специализирующаяся на корпоративных расследованиях, оценке рисков, консультировании по безопасности и обеспечении безопасности, базирующаяся в Нью-Йорке. Создана Жюлем Кроллом в 1972 году. Выполняла заказ первого российского правительства по розыску «золота КПСС» за рубежом в 1992 году. В настоящее время — подразделение компании Duff & Phelps.

## История
Компания Kroll была основана в 1972 году Жюлем Кроллом в качестве консультанта по корпоративным закупкам и специализировалась на оказании помощи клиентам в улучшении их деятельности за счет выявления откатов, мошенничества и других форм коррупции.
Kroll начала проводить расследования в финансовом секторе в 1980-х годах, когда корпорации в Нью-Йорке стали обращаться к ней с просьбами изучить инвесторов, претендентов на слияние и поглощение предприятий, уделяя особое внимание любым возможным связям этих организаций с сомнительными партнёрами, подозрительной деловой практикой, личной и деловой репутации руководителей. В 1990-х Kroll расширила свою деятельность в области судебно-медицинской экспертизы, проверки биографических данных, тестирования на наркотики, восстановления электронных данных и рыночных исследований.
В июне 1993 года AIG «стала одним из крупнейших инвесторов Kroll, сохранив за собой миноритарный пакет акций».
В 1997 году, имея годовую выручку около 60 миллионов долларов, Kroll объединилась с компанией по бронированию автомобилей O’Gara-Hess & Eisenhardt. Новое предприятие, The Kroll-O’Gara Company, стало публичной компанией, котирующейся на NASDAQ как «KROG».
В декабре 1998 года Kroll приобрела Schiff & Associates Inc., небольшую консалтинговую и инженерную фирму в сфере безопасности, базирующуюся в Бастропе, штат Техас, недалеко от Остина. Название было изменено на Kroll Schiff & Associates, затем на Kroll Security Services Group и, наконец, на Kroll Security Group.
В феврале 2001 года Kroll расширила свои рабочие отношения со страховой компанией AIG, предлагая через свою группу частных клиентов услуги личной безопасности состоятельным людям и их семьям. «В соответствии с рабочим соглашением с AIG, компания Kroll призвана контролировать управление кризисными ситуациями в случае возникновения инцидента. В своей расширенной роли компания теперь будет предоставлять эти услуги частным лицам — держателям полисов AIG, обеспечивая глобальную защиту, потребность в которой постоянно растет», — отмечалось в релизе компании по этому поводу.
В августе 2001 года предприятия по бронированию автомобилей O’Gara были проданы специализированному Armor Holdings. Название компании было изменено на Kroll Inc., а ее тикер стал «KROL». Kroll закончил год с годовой выручкой более 200 миллионов долларов.
В 2002 году Кролл приобрел фирму Crucible у Келли Макканна. В сентябре 2008 года руководство компании Crucible выкупило её акции и теперь работает в частном порядке. Ранее в 2002 году «перед американской дочерней компанией Kroll, занимающейся корпоративным консультированием, встала грандиозная задача реструктуризации Enron».
В июле 2004 года Kroll была приобретена фирмой по оказанию профессиональных услуг Marsh & McLennan Companies (ММС) за 1,9 миллиарда долларов. В течение следующих нескольких лет Kroll распродавала дочерние компании и непрофильные активы, чтобы сосредоточиться на основных направлениях деятельности.
В июне 2008 года Жюль Кролл покинул созданную им компанию после попытки выкупить её у MMC. Вместе с сыном Джереми он открыл в 2010 году рейтинговое агентство Kroll Bond (KBRA) и K2 Global Consulting. Жюль и Джереми Кроллы также создали собственное предприятие бизнес-разведки K2 Intelligence в 2009 году.
В августе 2010 года компания Kroll была приобретена Altegrity, Inc. в результате сделки за наличные на сумму 1,13 миллиарда долларов. Группа компаний Altegrity также включала USIS и Explore. Она в основном принадлежит Providence Equity Partners. Altegrity объявила о банкротстве в 2015 году.
Kroll была куплена компанией Corporate Risk Holdings LLC, которая также является учредителем двух отдельно управляемых компаний по предоставлению информационных услуг: HireRight и Kroll Ontrack.
21 октября 2016 года LDiscovery, принадлежащая Carlyle Group, приобрела Kroll Ontrack в рамках сделки за наличные на сумму около 410 миллионов долларов. С этого времени Kroll Ontrack работала как отдельная компания. В 2018 году Kroll Inc. приобрела скандальную фирму по кибербезопасности Tiversa.
13 марта 2018 г. стало известно, что Duff & Phelps Corp. купит Kroll, Inc. 4 июня 2018 года сделка была завершена.

## Сеть филиалов
Штаб-квартира Kroll находится в Нью-Йорке, региональные офисы — в Чикаго, Филадельфии, Лос-Анджелесе, Иден-Прери, Нэшвилле, Сан-Франциско, Далласе, Майами, Лавленде и Вашингтоне, округ Колумбия, а также в Торонто, Онтарио, Канада. Офис в Майами служит штаб-квартирой Kroll в Латинской Америке, где также есть офисы в Аргентине, Бразилии, Колумбии и Мексике .
Лондонский офис Kroll служит штаб-квартирой для регионов Европы, Ближнего Востока и Африки (EMEA). Также компания имеет офисы в Мадриде, Барселоне, Париже и Милане . Их офис в Дубае предоставляет консультационные услуги по рискам для региона Персидского залива.
Kroll осуществляет свою деятельность в Азии через офисы в Гонконге, Шанхае, Мумбае, Пекине, Сингапуре и Токио.

## Спектр услуг

### Кибербезопасность
Kroll приобрела компанию Ontrack, специализирующуюся на компьютерной криминалистике, обнаружении электронных устройств и восстановлении данных. 31 января 2006 г. Kroll Ontrack Inc. объявила о завершении приобретения Ibas Holdings ASA, норвежского поставщика услуг по восстановлению, удалению данных и компьютерной криминалистике. Затем компания была преобразована в Kroll Ontrack AS (Норвегия), а перед этим Ibas расширила географический охват и предложение услуг за счет приобретения Vogon International, частной британской компании, специализирующейся на компьютерной криминалистике, электронном розыске и восстановлении данных.
В октябре 2016 года Kroll продала бизнес Kroll Ontrack компании LDiscovery LLC.

### Проверка истории иdue diligence
Подразделение Kroll по проверке биографических данных предоставляет услуги по проверке в таких областях, как трудоустройство, выбор поставщиков, размещение инвестиций и разрешительные процедуры. Подразделение Kroll Background Screening также включает подразделение Kroll Fraud Solutions, которое специализируется на защите от кражи личных данных и услугах восстановления личных данных.

### Управление рискамив сфере безопасности
Kroll предлагает консультационные услуги через подразделение по консалтингу в области безопасности Kroll Security Group, а также подразделение по разработке и проектированию безопасности. Эти услуги включают в себя оценку угроз, оценку уязвимости, процедуры обеспечения физической безопасности, планирование действий в чрезвычайных ситуациях, разработку политики и процедур, укомплектование персоналом и т. д.

### Расследования
Проведение расследований в случаях, когда имеется подозрение в нарушении, риск урона репутации и негативного влияния на коммерческую деятельность, которые могут привести к возникновению вопросов со стороны государственных органов, а также к возможной уголовной, гражданской и административной ответственности. Привлечение при необходимости независимых аудиторов-следователей, финансовых и следственных экспертов, имеющих опыт работы наблюдателями по назначению суда или госоргана в многочисленных организациях, в том числе финансовых, банковских учреждениях, строительных компаниях и профессиональных союзах.

### Анализ и настройка процедур по борьбе сотмыванием денегикоррупцией
Kroll разработывает правила, процедуры и меры контроля, направленные на выявление случаев отмывания денег и уведомление о них; сопровождение, проверку и оценку уровня риска клиента; а также расширенный дью-дилидженс клиентов из группы повышенного риска, обеспечивая соблюдение ключевых законодательных норм в сфере борьбы с отмыванием денег, терроризмом и коррупцией.

## Исторические случаи

### Дело о героине
В 1987 году в известном деле о Первой поправке, возникшем на основе публикации о героиновой тропе в New York Newsday, адвокат Флойд Абрамс заручился помощью компании в поиске свидетеля. Kroll Associates через широкий круг бывших сотрудников правоохранительных органов всего за две недели смогла найти человека, который согласился дать показания по делу.
Абрамс снова использовал Кролл в 1998 году для расследования утверждений документального фильма CNN Newsstand о том, что нервно-паралитический газ зарин использовался во Вьетнаме в 1970 году в рамках операции «Попутный ветер».

### Безопасность WTC и Sears Tower
Кролл отвечал за модернизацию системы безопасности во Всемирном торговом центре после взрыва в 1993 году. Они также взяли на себя ответственность за безопасность Чикагской башни Sears Tower после терактов 11 сентября 2001 года. Незадолго до терактов 11 сентября компания Kroll Inc. под руководством Джерома Хауэра, в то время являвшегося управляющим директором группы кризисного и консалтингового управления, наняла бывшего специального следователя ФБР Джона П. О’Нила, специализировавшегося на расследовании сети «Аль-Каида», ответственной за взрыв в 1993 году. Он возглавил охрану комплекса Всемирного торгового центра. О’Нил погиб в результате нападения.

### Отток капитала из Советского Союзаи России
В марте 1992 года правительство Б.Ельцина заключило контракт с Kroll Associates на отслеживание и обнаружение очень крупных денежных сумм, которые были вывезены из Советского Союза до августовского путча 1991 года. В 1992 году первый вице-премьер Егор Тимурович Гайдар выступил с заявлением: «В прошлом году была проведена широкомасштабная приватизация имущества номенклатурой и чиновниками для их личной выгоды». Гайдар назвал коммунистов и сотрудников КГБ преступниками и указал на необходимость «энергичных поисков» денежных потоков государственного капитала, практически бесконтрольно уходивших за границу до распада Советского Союза. 15 марта 1992 года правительство России заморозило перевод денег за границу. В апреле 1992 года Kroll Associates начала расследование под руководством Джозефа Серио, возглавлявшего филиал в Москве. В Москву выехал также Джозеф Розетти, заместитель председателя Kroll Associates.
Kroll Associates установила, что до августовского путча 1991 года из Швейцарии в Нью-Йорк было переведено более 14 миллиардов долларов. Кроме того, Коммунистическая партия Советского Союза вместе с другими государственными учреждениями, такими как КГБ, вывели из страны более 40 миллиардов долларов деньгами. Активы Внешэкономбанка были заморожены на время расследования. Однако в обход ограничений на движение капитала было совершено множество транзакций, часто с британским Barclays Bank на Кипре, который действовал как центр отмывания денег для государственных чиновников из Санкт-Петербурга и Москвы. В частности, расследованием было установлено, что правительство Москвы во главе с реформатором Гавриилом Поповым, переняв бывшее здание СЭВ в Москве, начало сдавать его помещения в аренду западным фирмам и организациям, требуя платить долларами на кипрский счет в Barclay’s Bank.
По словам главного инспектора правительства Валерия Махарадзе, многие акционерные общества были созданы для незаконного оттока капитала из России — например, Ленинградская ассоциация совместных предприятий и KOLO. Многие функционеры стали российскими олигархами, в том числе многочисленные бывшие сотрудники КГБ, видные коммунисты, такие, как руководитель отдела оборонной промышленности ЦК КПСС Олег Беляков, бывший глава государственной телерадиокомпании Леонид Кравченко. Жюль Кролл, глава Kroll Associates, раскрыл сотни незаконных операций с массовым оттоком капитала.
«К маю 1992 года результатом усилий стало множество интересных деталей, но ничего определенного, что дало бы надежду в ближайшее время окупить издержки, — писал в воспоминаниях Е. Гайдар. — К маю 1992 года окончательно понял: сил у меня для того, чтобы заставить Министерство безопасности всерьез этим заниматься, не хватит. И тогда работа фирмы „Кролл“ — это просто бессмысленное разбазаривание государственных денег. С тяжелым сердцем принял решение не продлевать контракт». По первой части контракта фирме было уплачено 900 тыс. долларов Согласно позднейшим данным, реально компания получила около 1.5 млн долларов.